# 15501 Pepawlowski
15501 Pepawlowski eller 1999 NK10 är en asteroid i huvudbältet som upptäcktes den 13 juli 1999 av LINEAR i Socorro County, New Mexico. Den är uppkallad efter Peter Michal Pawlowski.
Den tillhör asteroidgruppen Koronis.